# Hohe Wand
Hohe Wand est une commune autrichienne du district de Wiener Neustadt-Land en Basse-Autriche.